# Amtsgericht Lübbecke

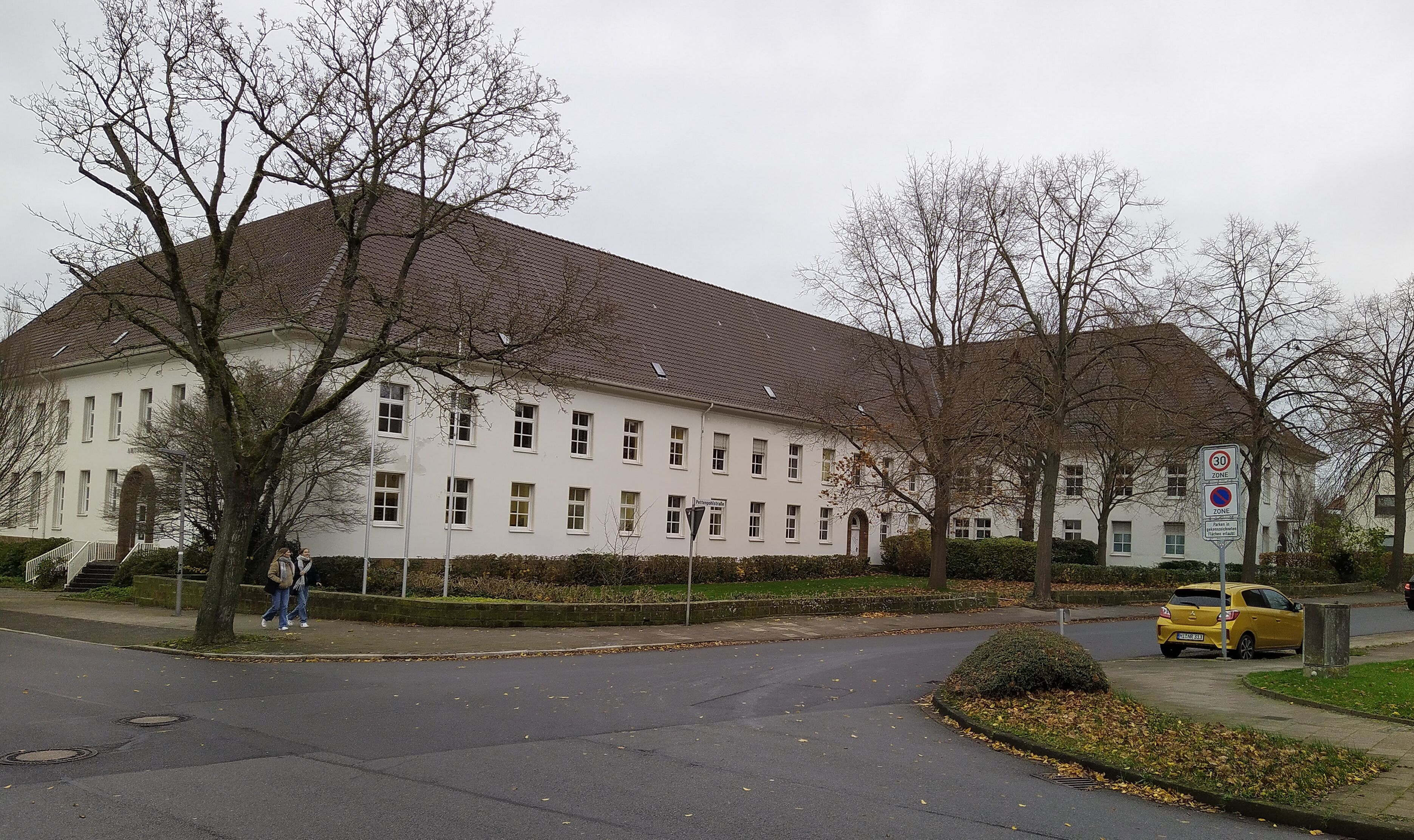
Amtsgericht (2023)

Das Amtsgericht Lübbecke ist ein Gericht der ordentlichen Gerichtsbarkeit mit Sitz in der ostwestfälischen Stadt Lübbecke.

## Bezirke und Aufgaben
Das Gericht ist für die Städte Lübbecke und Preußisch Oldendorf sowie die Gemeinde Hüllhorst im Kreis Minden-Lübbecke zuständig. In dem ca. 179 km² großen Gerichtsbezirk leben rund 51.000 Menschen.

## Übergeordnete Gerichte
Das dem Gericht übergeordnete Landgericht ist das Landgericht Bielefeld, das wiederum dem Oberlandesgericht Hamm untersteht.

## Geschichte
In Lübbecke bestand von 1849 bis 1879 das Kreisgericht Lübbecke. Im Rahmen der Reichsjustizgesetze wurden 1879 reichsweit einheitlich Oberlandes-, Land- und Amtsgerichte gebildet. Das königlich preußische Amtsgericht Lübbecke wurde mit Wirkung zum 1. Oktober 1879 als eines von 14 Amtsgerichten im Bezirk des Landgerichtes Bielefeld im Bezirk des Oberlandesgerichtes Hamm gebildet. Der Sitz des Gerichts war die Stadt Lübbecke. Sein Gerichtsbezirk umfasste den Kreis Lübbecke außer den Teil, der dem Amtsgericht Rahden zugeordnet war. Am Gericht bestanden 1880 drei Richterstellen. Das Amtsgericht war damit ein mittelgroßes Amtsgericht im Landgerichtsbezirk. Gerichtstage wurden in Levern gehalten.